# Ninia atrata
Ninia atrata (південноамериканська кавова змія) — вид змій родини полозових (Colubridae). Мешкає в Центральній і Південній Америці.

## Поширення і екологія
Південноамериканські кавові змії мешкають на крайньому сході Панами, в Колумбії, західному Еквадорі і Венесуелі, а також на Тринідаді і Тобаго. Вони живуть переважно у вологих рівнинних тропічних лісах, серед лісової підстилки, в Колумбії трапляються в саванах, галерейних лісах і садах, на Тринідаді і Тобаго у вологих і сухих тропічних лісах, в саванах і садах та на плантаціях. Зустрічаються на висоті до 1000 м над рівнем моря. Живляться личинками комах, термітами і слимаками.